# 何贤桂
何贤桂（1980年—），浙江三门人，研究领域涉及现当代文学、民国历史、教育、哲学。
2000年—2004年，先后于台州学院、浙江大学求学，师从美学家阎国忠，并结交学者钱理群。自2006年以来，随着大量随笔和专题研究文章在“中评网”出现；和自2008年以来，在中国教育报发表大量人文著作书评，以及大量民国历史人物文章在中国青年杂志出现，逐渐出现公众视野。
2006年10月18日，于中国教育报发表《鲁迅是什么样的人》，因在文中指出鲁迅缺乏信仰，引发讨论。
2006年12月，于社会科学论坛发表《鲁迅的微言大义——重读〈狂人日记〉》，重新梳理了鲁迅的创作心理，对鲁迅研究有一定的参考价值。
2008年11月12日，于学术观察发表《民国宪政启示录》，提出当代如何实现宪政的可能性及可行性，被多个学术网站转载。
2006年，于社会科学论坛发表《像梭罗那样思考》，以及2010年发表于社会科学论坛的《像卡夫卡那样思索人类未来》，都是对工业时代人类如何栖居的思考。
2011年7月，商务印书馆出版何贤桂的网络文章《亲爱的新妈妈，你会和老师沟通吗》，书名为《陪孩子一起快乐成长》另外，何贤桂的《陪孩子一起快乐成长——父母与老师的沟通之道》一书则针对孩子成长中遇到的问题，论及家长与教师增进沟通与协作的方法、作用及影响。

## 腳注
1. ↑  鲁迅是什么样的人[永久]
2. ↑  鲁迅的微言大义[]
3. ↑  .   [2012-02-29]. （原始内容存档于2012-06-17）.
4. ↑  像梭罗那样思考[]
5. ↑  像卡夫卡那样思索人类未来[]
6. ↑  .   [2012-02-29]. （原始内容存档于2012-08-18）.
7. ↑  .   [2012-02-29]. （原始内容存档于2012-04-20）.